# صلیب آهنین
صلیب آهنین (به آلمانی: Eisernes Kreuz) یک نشان نظامی در پادشاهی پروس و حاکمیت‌های جانشین آن در آلمان بود. این نشان نخستین بار توسط فریدریش ویلهلم سوم پادشاه پروس ایجاد و نخستین بار در جریان جنگ‌های ناپلئونی در ۱۰ مارس ۱۸۱۳ در برسلاو اعطا شد. نخستین دریافت‌کننده لوئیزه فون مکلنبورگ-اشترلیتس، همسر فریدریش ویلهلم سوم پس از مرگش بود. صلیب آهنین به تعدادی از غیرنظامیان نیز تعلق گرفته است. این نشان در دوره‌های مختلف درجات متعدد و مختلفی داشت. صلیب سیاه‌رنگ درون این نشان از نشان فرقه نظامی سده‌های میانه شوالیه‌های تتونیک گرفته شده است. صلیب آهنین هم‌اکنون نشان رسمی بوندس‌ور، نیروهای مسلح جمهوری فدرال آلمان است اما پس از جنگ جهانی دوم از آن به عنوان پاداش استفاده نشده است.

## رایش سوم

### شرایط دریافت
این نشان در دوره رایش سوم به افراد آلمانی و متحدان آن‌ها اعطا می‌شد. علاوه بر شجاعت فردی، دستاوردهای بزرگ نظامی و نقش در برنامه‌ریزی‌های مؤثر جنگی نیز می‌توانست این نشان را برای افراد به ارمغان بیاورد. افسران ارشد گاهی به جهت موفقیت‌های یگان‌های تحت فرمانشان درجه‌های بالاتر صلیب آهنین را دریافت می‌کردند. امکان دریافت این نشان برای افراد با هر درجه و هر رسته خدمتی در ورماخت و سازمان‌های مدنی غیر رزمی همانند پلیس، آتش‌نشانی و راه‌آهن وجود داشت؛ حتی یهودیان و نیمه‌یهودیان در خدمت نظامی نیز تا پیش از ماه اکتبر سال ۱۹۴۴ می‌توانستند صلیب آهنین را دریافت نمایند. با وجود این که نشان به تعداد زیادی از افراد تعلق گرفت اما از ارزش بالایی برخوردار بود. در صورت مرگِ دریافت‌کننده نشان صلیب آهنین او به خانواده‌اش تحویل می‌شد.

### درجه‌ها
صلیب آهنین در سال ۱۹۳۹ دارای چهار مرتبه و درجه بود. این تعداد تا سال ۱۹۴۵ به هشت مرتبه و درجه رسید. جهت دریافت درجه‌های بالاتر فرد می‌بایست درجه‌های پایین‌تر را از پیش دریافت نموده بود. تمامی درجه‌ها به صورت همزمان نصب می‌شد.
درجه ۲
پایین‌ترین مرتبه نشانِ درجه ۲ (EK 2) بود. نشان این درجه از سوراخ دومین دکمه کت آویخته می‌شد. البته دریافت‌کننده معمولاً نوارِ نشان را به تنهایی از این سوراخ یا محل نوارها در بالای جیب چپ کت نصب می‌کرد. خود صلیب تنها در رژه‌ها یا مراسم‌های خاص آویخته می‌شد.
اختیار اعطای نشان درجه ۲ به سطح فرمانده لشکر تفویض شده بود. نزدیک به پنج میلیون نشان از این درجه در طول جنگ جهانی دوم اعطا شد. جوان‌ترین دریافت‌کننده آلفرد سش، کودک دوازده‌ساله اهل گولدناو عضو جوانان هیتلری در ماه مارس سال ۱۹۴۵ بود که چند سرباز زخمی را زیر آتش دشمن نجات داد. بیست‌وهفت زن، غالباً پرستاران خط مقدم، نیز این نشان را دریافت کردند.
تمامی افراد یونیفورم‌پوشی که در اثر اقدامات دشمن مجروح می‌شدند به صورت خودکار نشان درجه ۲ صلیب آهنین را دریافت می‌کردند. بدین جهت جعبه‌هایی پر این نشان در بیمارستان‌های صحرایی برای اعطا به این افراد وجود داشت.
درجه ۱
نشان درجه ۱ (EK 1) مرتبه بعدی بود. این نشان همواره به صورت آرم سینه بر جیب چپ کت نصب می‌شد. این کار معمولاً با یک سنجاق ضخیم در پشت نشان انجام می‌گرفت. دریافت‌کننده می‌توانست نمونه رسمی با پیج پشتی خریداری کند. احتمال کنده‌شدن نمونه پیچ‌دار کمتر بود. یک قلاب کوچک در پشت بازوی بالایی صلیب اجازه چرخش به نشان پیچ‌دار نمی‌داد. صلیب مقداری محدب می‌شد تا بهتر بایستد. این کار از ماه فوریه سال ۱۹۴۰ به صورت رسمی ممنوع شد اما تا پایان جنگ همچنان انجام می‌شد. بسیاری از افسران چند نمونه دیگر از صلیب را خریداری و به شکل دائمی به لباس‌های خود متصل می‌کردند؛ تا از آسیب‌دیدگی لباس در اثر برداشتن و گذاشتن‌های متوالی تنها یک صلیب جلوگیری شود.
اختیار اعطای نشان درجه ۱ نیز به سطح فرمانده لشکر تفویض شده بود. حدود ۷۳۰ هزار نشان از این درجه بین سال‌های ۱۹۳۹ تا ۱۹۴۵ اعطا شد. بر خلاف نشان درجه ۲، برداشتن زخم سبب دریافت نشان درجه ۱ نمی‌شد؛ بلکه شجاعت و شایستگی رزمی مکرر لازمه آن بود. فرماندهان او-بوت‌ها معمولاً با غرق کردن ۵۰٬۰۰۰ تن از کشتی‌های دشمن و خلبانان لوفت‌وافه با ساقط کردن پنج هواگرد دشمن یا تکمیل ۸۰ سورتی عملیاتی شایسته دریافت می‌بودند. سربازان نیروی زمینی یا وافن اس‌اس معمولاً با انجام سه یا چهار اقدام قابل توجه فرا تر از آنچه نشان درجه ۲ را بابت آن دریافت کرده بودند، بدین منظور توصیه می‌شدند.
در موارد بسیار معدودی هر دو درجه ۲ و ۱ به صورت همزمان اعطا شد. دو زن، مشخصا الزه گروسمان، امدادگر اتریشی صلیب سرخ و کاپیتان هانا رایچ، خلبان آزمایش، نشان درجه ۱ را نیز دریافت کردند.
گیره صلیب آهنین
به افراد شایسته‌ای که از پیش نشان‌های درجه ۲ و ۱ صلیب آهنین را در جنگ جهانی اول دریافت کرده بودند، به‌جای اعطای دوباره، یک گیره نقره‌ای اعطا می‌شد. این گیره در مورد درجه ۲ روی نوار و در مورد درجه ۱ در بالای صلیب نصب می‌شد.
صلیب شوالیه صلیب آهنین
نشان عالی شوالیه صلیب آهنین (RK) درجه بلافصل بالاتر از نشان درجه ۱ بود. این نشان به عنوان درجه‌ای کاملاً جدید روز ۱ سپتامبر سال ۱۹۳۹ برقرار شد تا جای خالی نشان‌های عالی دوره امپراتوری آلمان از جمله پور لو مریت را پر کند. این درجه بالاترین نشان نظامی آلمان هنگام آغاز جنگ جهانی دوم بود. هر نگهبانی موظف بود در برابر هر دریافت‌کننده صلیب شوالیه، بدون توجه به درجه نظامی او، در حالت احترام پیش فنگ بایستد.
صلیب شوالیه همواره بر گردن نصب می‌شد.
اختیار اعطای نشان صلیب شوالیه تنها به آدولف هیتلر، پیشوای آلمان اختصاص داشت. در شرایط اضطراری، همانند قرار داشتن در محاصره، این اختیار ممکن بود به سطح فرمانده سپاه تفویض شود. به شکل میانگین، تنها یک نفر از هر هنگ می‌توانست انتظار دریافت آن را داشته باشد. حدود ۷۳۰۰ نشان صلیب شوالیه بین سال‌های ۱۹۳۹ تا ۱۹۴۵ اعطا شد. علاوه بر این که مقادیر زیادی از شجاعت و دستاورد پیش‌لزوم آن بود، معیارهای اعطای آن در جاهای مختلف ورماخت تفاوت قابل توجهی داشت و با ادامه جنگ شاخصه‌های آن افزایش یافت. برای مثال ستوان دومِ لوفت‌وافه ایگون مایر در بیستمین پیروزی هوایی صلیب شوالیه را سال ۱۹۴۱ دریافت کرد؛ درحالی‌که ستوان یکم اتو کیتل پس از سرنگون کردن ۱۲۳ هواگرد دشمن در سال ۱۹۴۳ بدان دست یافت. سرباز یکم ورنر ورانگل، توپچی گردان ۱۸۳ ضدتانک با نشان دادن شجاعت برجسته و دفع تقریباً یک‌تنه تهاجم دشمن، روز ۸ فوریه سال ۱۹۴۳ نشان درجه ۲ و ۱ و صلیب شوالیه را هر سه به شکل همزمان دریافت کرد.
تمامی اعضای اس‌اس دارنده نشان صلیب شوالیه به شکل خودکار حلقه افتخار اس‌اس را نیز دریافت می‌کردند.
چند فرد خارجی هم نشان صلیب شوالیه را دریافت نمودند اما هیچ دریافت‌کننده زن وجود نداشت.
برگ‌های بلوط
روز ۳ ژوئن سال ۱۹۴۰ خوشه‌ای از برگ‌های بلوط به عنوان ضمیمه به بالای صلیب شوالیه افزوده شد. شخصی که برگ‌های بلوط را دریافت می‌کرد حلقه آویز صلیب شوالیه را می‌کند و خوشه را جایگزین می‌نمود. هدف از آن تقدیر از افسرانی با پیروزی در نبردهای تاکتیکی بود. نخستین برگ‌های بلوط ماه ژوئیه سال ۱۹۴۰ به ارتشبد ادوارد دیتل به جهت تصرف نارویک در نروژ اعطا شد. در طول جنگ جهانی دوم ۸۸۲ تن برگ‌های بلوط را دریافت کردند که هشت نفر از آن‌ها غیر آلمانی بودند.
تمامی توصیه‌ها برای اعطای برگ‌های بلوط توسط هیتلر بررسی می‌شد و در بسیاری موارد شخصاً توسط او در قرارگاه پیشوا اعطا شد. از افراد دریافت‌کننده به صورت گسترده در رسانه‌ها تجلیل می‌شد.
شمشیرها
اوایل سال ۱۹۴۱ ایجاد درجه‌ای بالاتر با نسخه طلایی برگ‌های بلوط مطرح شد که در نهایت عملی نشد. در عوض روز ۲۱ ژوئن همان سال، دقیقاً یک روز پیش از آغاز تهاجم به شوروی، درجه تشویقی دیگری با عنوان «برگ‌های بلوط با شمشیرها» ایجاد شد. مجموعاً ۱۵۹ مرتبه از این مورد به افراد اعطا شد که نخستین مورد همان روز ایجاد به آدولف گالانت به جهت شصت‌ونهمین پیروزی هوایی او در جبهه غربی، تعلق گرفت. بزرگ‌دریابد ژاپنی ایسوروکو یاماموتو، طراح حمله به پرل هاربر، تنها خارجی بود که پس از مرگ، سال ۱۹۴۳ شمشیرها را همزمان با تمامی درجه‌های پیشین دریافت کرد.
الماس‌ها
روز ۱۵ ژوئیه سال ۱۹۴۱ درجه دیگری با عنوان «الماس‌ها» به نشان صلیب شوالیه افزوده شد. مجموعاً ۲۷ مورد نشان صلیب شوالیه یا برگ‌های بلوط، شمشیرها و الماس‌ها در طول جنگ اعطا شد. نخستین مورد را ورنر مولدرس، فرمانده جناح ۵۱ شکاری لوفت‌وافه، برای منهدم کردن ۲۸ هواگرد شوروی در عرض سه هفته در جبهه شرقی، روز ۱۶ ژوئیه سال ۱۹۴۱ دریافت کرد. معیار دریافت این نشان با گذشت زمان به شدت افزایش یافت؛ به وجهی که هرمان گراف ماه سپتامبر سال ۱۹۴۲ با ۱۷۸ پیروزی هوایی و اریش هارتمان ماه اوت سال ۱۹۴۴ با ۳۰۱ پیروزی هوایی آن را دریافت کردند. تقریباً نیمی از الماس‌های اعطا شده به لوفت‌وافه تعلق گرفت.
برگ‌های بلوط، شمشیرها و الماس‌های طلایی
در نهایت روز ۲۹ دسامبر سال ۱۹۴۴ عالی‌ترین نشان افتخار نظامی در رایش سوم یعنی «صلیب شوالیه با برگ‌های طلایی بلوط، شمشیرها و الماس» ایجاد شد. قرار بود این درجه تنها به حداکثر دوازده نفر اعطا شود اما تنها به یک نفر یعنی هانس-اولریش رودل، فرمانده جناح ۲ رزمی لوفت‌وافه با ۲۵۳۰ سورتی در جبهه شرقی، تعلق گرفت.
صلیب کبیر
صلیب کبیرِ صلیب آهنین یک نشان شجاعت نبود؛ بلکه تنها به ژنرال‌هایی اختصاص داشت که راهبرد آن‌ها کمک تعیین‌کننده‌ای به پیشبرد جنگ داشته است. تنها دریافت‌کننده آن در رایش سوم هرمان گورینگ، فرمانده کل لوفت‌وافه بود که نشان روز ۱۹ ژوئیه سال ۱۹۴۱ به جهت مشارکت شایان نیروهایش در بلیتس‌کریگ (جنگ برق‌آسا) در جبهه غربی و شکست سریع پر سرعت فرانسه، به او اعطا گردید.
هیتلر طرح ایجاد صلیب کبیر طلایی را به جهت عدم انطباق آن با سنت صلیب آهنین، رد کرد.
ستاره صلیب کبیر
این نشان مخصوص اعطا به فیلدمارشالی بود که پس از پیروزی نهایی رایش سوم بیشترین کمک را به آن کرده بود. ظاهراً قرار بود بر روی سینه چپ در کنار صلیب کبیر نصب شود. با وجود این که یک نمونه از آن تولید شد، به دلیل واضح سقوط حاکمیت رایش سوم این نشان به هیچ‌کس تعلق نگرفت.

### ویژگی‌های ظاهری
ساخت هر دو درجه تا حدود زیادی شبیه یکدیگر و نمونه‌های پیشین بود. نمونه ویژه‌ای برای موارد غیر رزمی وجود نداشت. قطر نشان هر دو درجه ۴۴ میلی‌متر بود. نشان درجه ۲ از نواری به سه رنگ سیاه، سفید و قرمز، رنگ‌های رایش سوم، به طول ۳۰ میلی‌متر آویخته می‌شد. صلیب از سه قسمت داشت: یک هسته، قاب رویی و قاب پشتی. هنگام تولید قاب‌های رویی و پشتی به یکدیگر لحیم می‌شدند و هسته بین‌ها قرار می‌گرفت. عرض قاب ۴ میلی‌متر بود. در وسط طرف روی هسته یک سواستیکای چرخیده روی یک پا و زیر آن عدد «1939» نقش داشت. پشت هسته هر دو درجه ساده بود. در نشان درجه ۲ تنها عدد «1813»، سال برقراری نشان، در قسمت پایین آن حک می‌شد. هسته از جنس آهن با ریخته‌گری جامد و لعاب‌کاری‌شده در کوره به رنگ سیاه مات بود. تعداد کمی از نشان‌ها با هسته برنجی یا برنزی اندودکاری‌شده تولید شدند که به جهت زنگ‌نزدن در برخورد با رطوبت مورد علاقه نیروی دریایی بود. بعضی از نشان‌های درجه ۱ با آلیاژ تو خالی بودند تا هنگام نصب بر لباس‌های نازک وزن کمتری داشته باشند. قاب نشان از جنس نیکل‌برنج صیلقی و لاکی‌شده با رو کوبی کِدِر بود. بیشتر حلقه‌های آویز نشان درجه ۲ شماره کد تولیدکننده را بر خود داشتند. این کد در نشان درجه ۱ بر گیره یا پیچ پشت صلیب مهر می‌شد. نشان بدون حک شدن نام گیرنده بر او اعطا می‌شد.
نشان درجه دو داخل یک پاکت کاغذی آبی یا قهوه‌ای کوچک اعطا می‌شد. عنوان گیرنده به قلم گوتیک سیاه بر آن چاپ می‌شد. نشان درجه یک داخل یک جعبه سیاه کوچک اعطا می‌شد. طرح کلی صلیب آهنین به رنگ نقره‌ای بر در آن حک می‌شد.
گیره صلیب آهنین
گیره صلیب آهنین از جنس نقره و به شکل یک عقاب با بال‌های گشوده بود که یک حلقه با سواستیکا درون آن و عدد سال «1939» را به چنگال گرفته بود. پشت گیره چهار چنگک وجود داشت تا در نوار نشان درجه دو فرو برود. اندازه گیره ۳۰ در ۳۹ میلی‌متر بود. نمونه نسبتا رایجی با اندازه کوچک‌تر ۲۵ در ۲۵ میلی‌متری نیز وجود داشت که به منظور استفاده بر روی نوار هنگام نصب خود نشان درجه ۲ بود. این نمونه کوچک‌تر دو چنگک در پشت خود داشت و دارنده نشان می‌بایست به خرج خود آن را تهیه می‌کرد.
گیره صلیب آهنین هم داخل یک پاکت کاغذی آبی یا قهوه‌ای کوچک با چاپ عنوان گیرنده به قلم گوتیک سیاه بر آن، اعطا می‌شد.
صلیب شوالیه
طراحی پایه صلیب شوالیه همانند نشان درجه ۲ بود؛ با این تفاوت که اندکی اندازه بزرگ‌تر و ۴۸ میلی‌متر قطر داشت. قالب آن از نقره با خلوص ۸۰ درصد ساخته می‌شد تا طاقت خوردگی را داشته باشد.
برگ‌های بلوط
افزونه برگ‌های بلوط تقریباً دایره‌ای شکل بود و ۲۰ میلی‌متر قطر داشت. در آن سه برگ نقره‌ای بلوط به صورت عمودی وجود داشت که برگ میانی بر روی دو برگ کناری بود. پشت آن ساده و مقداری مقعر و با حلقه آوزیر بود.
شمشیرها
این افزونه دقیقاً مانند خوشه برگ‌های بلوط بود با این تفاوت که یک جفت شمشیر به شکل ضرب‌دری به زیر آن اضافه شد. حلقه آوزیر طولانی‌تر شد تا شمشیرها بالای بازوی بالایی صلیب بماند و روی آن نرود.
الماس‌ها
این افزونه نیز کاملاً مشابه برگ‌های بلوط با شمشیرها بود؛ فقط با ۴۵ تا ۵۰ الماس با اندازه‌های متفاوت روکش می‌شد.
برگ‌های بلوط، شمشیرها و الماس‌های طلایی
این نشان کاملاً مشابه موارد قبلی بود اما از طلا ساخته می‌شد.
صلیب کبیر
کاملاً مشابه صلیب شوالیه بود اما قطر بزرگ‌تر ۶۳ میلی‌متری داشت.
ستاره صلیب کبیر
این نشان شامل یک صلیب آهنین درجه یک بود که روی یک ستاره هشت‌پر نقره‌ای مطلا به قطر ۸۷ میلی‌متر پرچ می‌شد.
| نشان‌های صلیب آهنین دوره رایش سوم                               | نشان‌های صلیب آهنین دوره رایش سوم |
| -------------------------------------------------------------- | -------------------------------- |
| صلیب آهنین درجه ۲ (۱۹۳۹)                                       | zentriert                        |
| صلیب آهنین درجه ۱ (۱۹۳۹)                                       | zentriert                        |
| صلیب شوالیه صلیب آهنین                                         | zentriert                        |
| صلیب شوالیه صلیب آهنین با برگ‌های بلوط                          | zentriert                        |
| صلیب شوالیه صلیب آهنین با برگ‌های بلوط و شمشیرها                | zentriert                        |
| صلیب شوالیه صلیب آهنین با برگ‌های بلوط، شمشیرها و الماس‌ها       | zentriert                        |
| صلیب شوالیه صلیب آهنین با برگ‌های بلوط، شمشیرها و الماس‌ها طلایی | zentriert                        |
| صلیب کبیر صلیب آهنین (۱۹۳۹)                                    |                                  |
| ستاره صلیب کبیر (۱۹۳۹)                                         |                                  |

### تولید
در جریان جنگ جهانی دوم نشان صلیب آهنین توسط بیش از سی تولیدکننده مختلف ساخته می‌شد. همه این تولیدگنندگان برای این کار از قالب‌هایی تولیدی تنها یک شرکت یعنی اشتاین‌هاوئر اونت لوک در لودن‌شایت، استفاده می‌کردند. این مسئله سبب می‌شد تمامی نشان‌ها، ورای تولیدکننده آن، در جزئیات کاملاً مشابه یکدیگر باشند.
خرید و فروش نسخه‌های صلیب آهنین و ضمائم آن از جمله برای جایگزینی موارد گم‌شده یا آسیب‌دیده از روز ۲۲ اکتبر سال ۱۹۴۱ ممنوع بود. از آن پس تمامی نشان‌های رسمی اعطا شده توسط گودت تولید و از طُرُق دولتی تأمین می‌شد.
تا ماه آوریل سال ۱۹۴۲ تقاضای ورماخت برای نشان از ذخایر از پیش موجود پیشی گرفت. بدین شکل فرایند کاملاً خودکار تولید برقرار گردید تا سرعت تولید افزایش یابد. محصولات همچنان از کیفیت بالایی برخوردار بودند.